# بيهانا
بيهانا (3 يناير 1989 في الكويت - )؛ ممثلة لبنانية. بدأت حياتها الفنية عن طريق المسرح. شاركت في عدد من الأعمال الفنية كمسلسل المواجهة (2018)، ومسلسل عزوتي (2018).

## أعمالها

### المسلسلات
- 2022: عاشر صفحة
- 2018: عزوتي
- 2018: المواجهة
- 2018: محطة انتظار
- 2018: عطر الروح
- 2017: تعبت اراضيك
- 2016: حريم ابوي
- 2016: درب العرايس
- 2016: خمس بنات
- 2016: المسافات
- 2015: العم صقر
- 2015: الجدة لولوة
- 2015: بنات الروضة
- 2015: حرب القلوب

### مسرح
- 2019: 101
- 2018: عنبر 9
- 2017: فرحة ما تمت
- 2017: سنووايت
- 2016: ابديت
- 2016: 2021
- 2015: مثلث برمودا
- 2015: هذا هو الكويتي
- 2015: زقاير سيتي
- 2014: قروب بوخلي
- 2014: سناب شات

### يوتيوب
- 2016: متهم في قضية حب (بالإشتراك مع جاسم رجب)